# Ede Staal

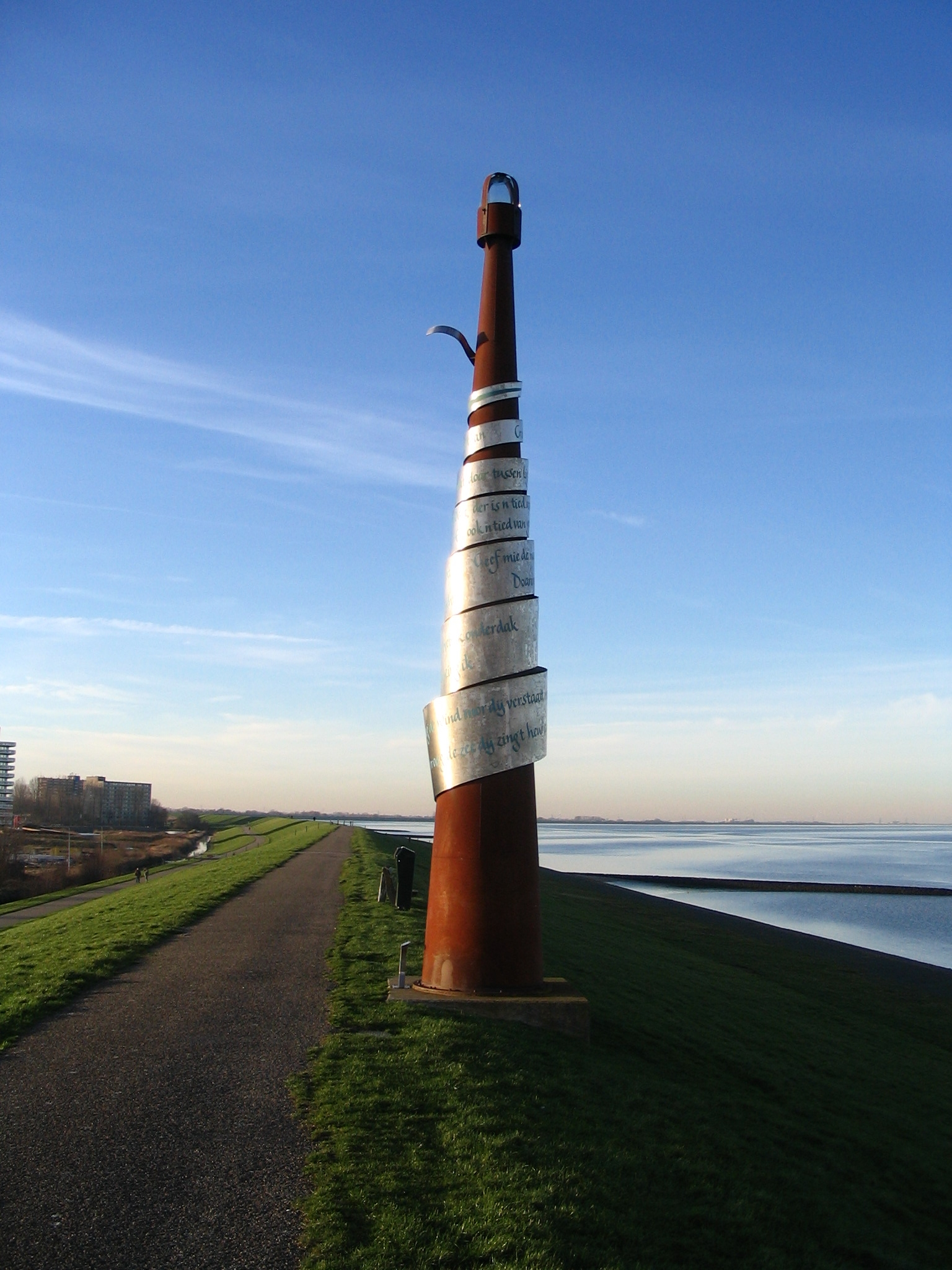
Het monument voor Ede Staal in Delfzijl

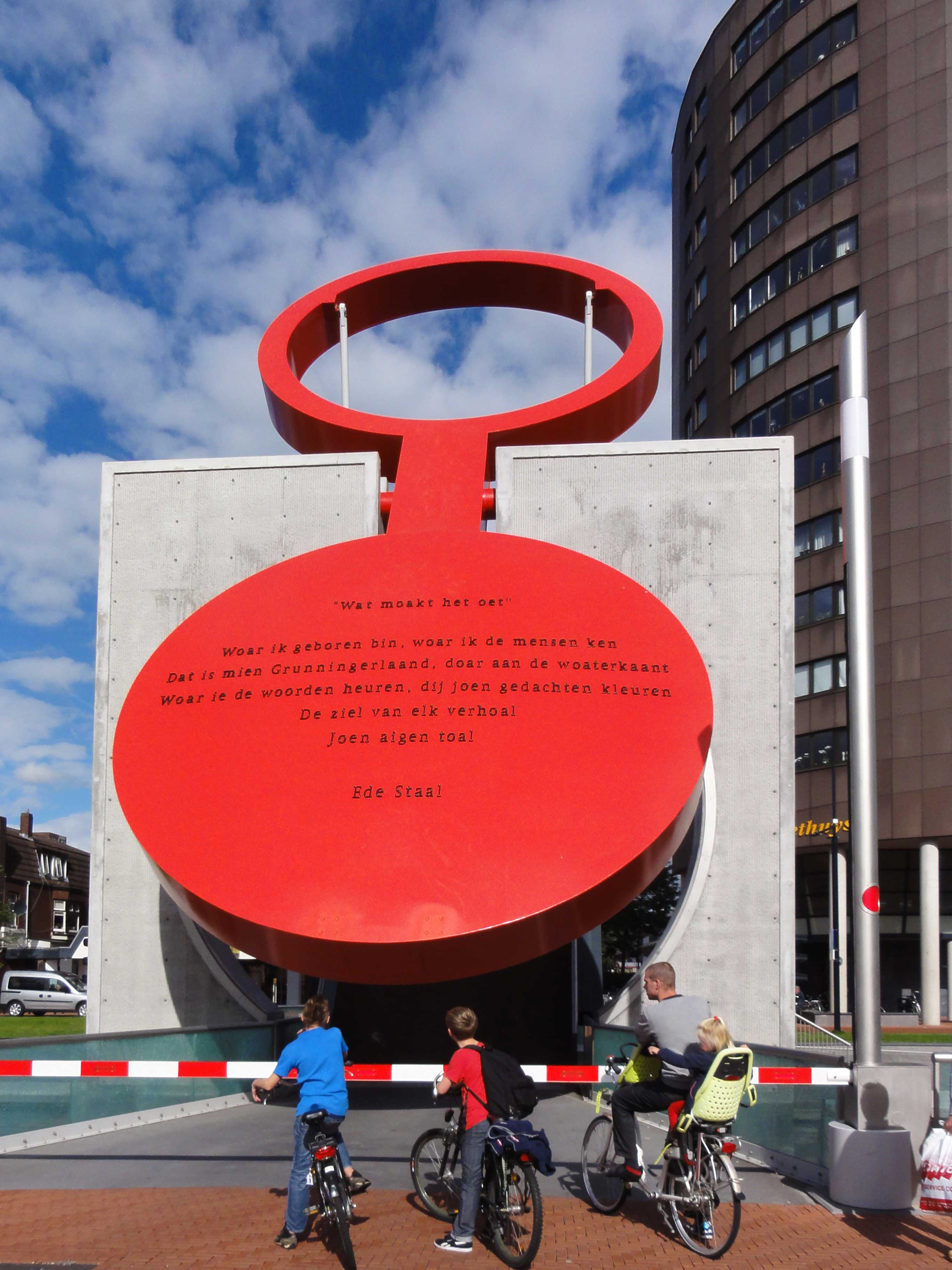
"Wat moakt het oet", tekst van een vers van Ede Staal op de Eurobrug in Stadskanaal

Ede Ulfert Staal (Warffum, 2 augustus 1941 - Delfzijl, 22 juli 1986) was leraar Engels en in zijn vrije tijd zanger en dichter. Hij werd bekend met door hemzelf geschreven en gezongen Groningse liedjes over het leven op het Groningse platteland, voornamelijk in streektaal, maar enkele in het  Engels en  Duits. Een aantal liedjes schreef en publiceerde hij onder het pseudoniem E. Paltrams ('smartlap' achterstevoren).

## Biografie
Ede Staal was een zoon van Boele Staal, onderwijzer en rond de oorlog aanhanger van de NSB. Dit laatste feit had een tamelijk negatieve weerslag op het gezin en Ede had hierdoor in latere tijd een slechte relatie met zijn vader.
Ede trouwde en kreeg zes zonen. Het gezin Staal bewoonde verschillende boerderijen in de provincie Groningen.
Ede Staal werd, na al in 1973 een single te hebben gemaakt, in 1981 ontdekt door Engbert Gruben, een medewerker van Radio Noord. In 1982 werd Mien Toentje de herkenningsmelodie van een tuinierrubriek op Radio Noord. Het liedje werd zeer populair en Ede Staal werd beschouwd als de volkszanger van Groningen. Er kwamen veel aanvragen voor optredens, maar Staal ging er zelden op in. In 1984 kwam er een plaatje met vier liedjes uit, getiteld: Man, man, man, wat 'n boudel. Zijn weinige optredens werden grote successen. Staals vaste begeleider was pianist/accordeonist Henk Bemboom.
Tijdens zijn werk voor Radio Noord leverde Staal incidenteel ook repertoire aan andere artiesten. Zo schreef hij onder andere nummers voor The Askay Brothers (Johan Raspe en Rieks Folgerts). Met Staals compositie "Naargens Beter as Thoes" hadden zij jarenlang succes.
In december 1984 kwam Edes eerste langspeelplaat uit, met twaalf Groningse liedjes. De plaat, met de titel Mien Toentje, werd een groot succes. Het oplagecijfer rees naar het niveau van een landelijk succes. In januari 1985 onderging Staal een zware operatie. Hij stond daardoor geruime tijd op non-actief. Pas in november 1985 trad hij weer succesvol op, op het Mollebone-liedjesfestival in Delfzijl. Begin 1986 kreeg Staal een vaste column in het Radio Noord-programma Sloaperstil. Zijn "vertelstertjes" werden wekelijks op zondagochtend uitgezonden. Een aantal ervan verscheen in het blad Toal en Taiken. Ede Staal heeft samen met Klaas Staal uit Veendam (geen familie) het muzieklabel Mollebone Music opgericht. De naam verwijst naar de bijnaam van de inwoners van de stad Groningen: Molleboon (soort tuinboon).
Terwijl zijn bekendheid toenam, bleek dat Staal aan longkanker leed. Op 22 juli 1986 overleed hij, 44 jaar oud, na een korte maar succesvolle artistieke carrière, in zijn boerderij aan de Farmsumerweg onder Delfzijl. In die plaats werd hij ook begraven.

## Postuum
Op 4 oktober 1986 kwam postuum zijn tweede lp uit (As vaaier woorden). Staal had in de laatste maanden van zijn leven nog een belangrijk aandeel gehad in de voorbereidingen. Bij de uitreiking van het eerste exemplaar aan zijn vrouw Fieke, werd tevens een prijs ingesteld (fl. 5000) die tweejaarlijks zal worden toegekend aan iemand die zich (niet beroepsmatig) bijzonder verdienstelijk heeft gemaakt voor de streektaal in relatie tot de radio. Diezelfde dag werd de K. ter Laan Prijs (van stichting 't Grunneger Bouk) postuum aan Staal toegekend. De tweede LP werd net zo'n groot succes als de eerste. De poëtische liedjes zijn vaak melancholiek van sfeer; ze bevatten alledaagse observaties die op lichte toon worden verbonden met humoristische en ernstige bespiegelingen.
Staal heeft al tijdens zijn leven, maar zeker sinds zijn dood een cultstatus verworven. Van zijn cd's zijn enkele honderdduizenden exemplaren verkocht en zijn liedjes in het Groningse dialect worden nog vaak gedraaid in regionale radio-uitzendingen. Zijn muziek kreeg landelijke en zelfs internationale bekendheid doordat enkele nummers te horen waren in de film De Poolse bruid (1998).
In 1988 maakte redacteur Hans Peerbolte van het NPS-tv-programma Van Gewest tot Gewest een bijna 12 minuten durende documentaire over Ede met als titel "Ede's Taal". Op 6 november 1996 heeft de RVU de door David Blitz geregisseerde televisiedocumentaire Ede Staal uitgezonden. De documentaire draagt als ondertitel: Een portret van de Groningse volkszanger Ede Staal.
In 2000 werd in Delfzijl een standbeeld ter ere van Ede Staal onthuld. Het is een door de Groninger kunstenaar Chris Verbeek ontworpen en vervaardigde negen meter hoge conische zuil met daarom gewikkeld een roestvrijstalen band met de tekst van het lied Credo - Mien bestoan. In de documentaire van Free Westerhoff "Ode aan Ede. monument Ede Staal" is de fabricage, plaatsing en onthulling van dit monument vastgelegd.
Ik wait, der is n tied van komen,
En ook n tied van goan,
En alles wat doar tussen ligt,
Ja, dat is mien bestoan.
In 2007 werd voor het eerst in het negenjarig bestaan van de Top 2000 besloten twee nummers te weigeren. Het ging om de christelijke band Hillsong United met Tell the World en het nummer 't Het nog nooit zo donker west van Staal, dat al jarenlang op nummer 1 van de vergelijkbare lijst van Radio Noord stond genoteerd, de zender waar toenmalig Radio 2-baas Kees Toering zijn carrière begon. In 2019 kwam dit nummer dan alsnog in de Top 2000, op nummer 476.
Op 22 juli 2011, 25 jaar na het overlijden van Ede Staal, zond RTV Noord een anderhalf uur durende documentaire uit over het leven en werk van Ede Staal, met de titel Credo - Zien bestoan. In de documentaire (die ook op dvd is verschenen), gemaakt door Marleen Godlieb in opdracht van Stichting Noordgedacht, kwamen Edes familie en vrienden aan het woord. Verder waren opnamen te zien van de schaarse optredens van Ede Staal en oude beelden van het Groninger land. In het pand van RTV Noord in Groningen werd op dezelfde dag een borstbeeld van Ede Staal, gemaakt door Marten Grupstra, onthuld. De officiële handeling werd verricht door twee van zijn zoons, in aanwezigheid van hun moeder.
In Nieuwe Statenzijl, waar Staal een tijdlang woonde, staat een monument voor hem. De tekst van het lied dat hij over het gehucht schreef is op een plaquette bij de sluis aangebracht.
Enkele liedjes van Ede Staal zijn overgebracht in het Limburgs door Zjèr Bataille. In 2013-2014 had Marcel Hensema een onemanshow met de titel Mijn Ede, doorspekt met de muziek van Ede Staal.
Erik Hulsegge, redacteur en presentator bij RTV Noord, maakte in 2020 een podcast waarin in 44 afleveringen mensen aan het woord werden gelaten die een relatie hadden tot Ede Staal.

## Discografie

### Albums
| Album met eventuele hitnotering(en) in de Nederlandse Album Top 100 | Datum van verschijnen | Datum van binnenkomst | Hoogste positie | Aantal weken | Opmerkingen |
| ------------------------------------------------------------------- | --------------------- | --------------------- | --------------- | ------------ | ----------- |
| Mien Toentje                                                        | 1984                  | -                     |                 |              |             |
| As vaaier woorden                                                   | 1986                  | 06-08-2011            | 64              | 2            |             |
| Zuzooien op zundagmörn                                              | 1993                  | -                     |                 |              |             |
| Hear my song - as 't boeten störmt                                  | 1996                  | -                     |                 |              |             |
| Doarom zing ik                                                      | 2005                  | -                     |                 |              |             |
| Getekend                                                            | 09-03-2006            | -                     |                 |              |             |
| Mien Grunningerlaand                                                | 22-01-2016            | -                     |                 |              |             |

### Singles
| Single met eventuele hitnotering(en) in de Nederlandse Top 40 | Datum van verschijnen | Datum van binnenkomst | Hoogste positie | Aantal weken | Opmerkingen                 |
| ------------------------------------------------------------- | --------------------- | --------------------- | --------------- | ------------ | --------------------------- |
| I'm in the blues                                              | 1973                  | -                     |                 |              |                             |
| Mien Toentje                                                  | 1983                  | -                     |                 |              |                             |
| 't Het nog nooit zo donker west                               | 1984                  | -                     |                 |              |                             |
| Zalstoe aaltied bie mie blieven                               | 1997                  | -                     |                 |              |                             |
| I'm in the blues                                              | 2005                  | -                     |                 |              | nr. 45 in de Single Top 100 |

### NPO Radio 2 Top 2000
| Nummer met noteringen in de NPO Radio 2 Top 2000 | '19 | '20 | '21 | '22 | '23 | '24 |
| ------------------------------------------------ | --- | --- | --- | --- | --- | --- |
| 't Het nog nooit zo donker west                  | 476 | 619 | 700 | 536 | 384 | 445 |

1. ↑  Een vetgedrukt getal geeft de hoogste notering aan.
2. ↑  2019 was het eerste jaar met een notering voor dit nummer.

### Dvd
- Ede Staal 2004
- Live 2005
- Credo – zien bestoan 2011
- Ede Staal 2012 (Een film van David Blitz)